# Конлијеж
Конлијеж (фр. Conliège) насеље је и општина у источној Француској у региону Франш-Конте, у департману Јура која припада префектури Лон ле Соније.
По подацима из 2011. године у општини је живело 696 становника, а густина насељености је износила 115,04 становника/km². Општина се простире на површини од 6,05 km². Налази се на средњој надморској висини од 320 метара (максималној 550 m, а минималној 302 m).

## Демографија
| 1962. | 1968. | 1975. | 1982. | 1990. | 1999. | 2011. |
| ----- | ----- | ----- | ----- | ----- | ----- | ----- |
| 899   | 938   | 847   | 779   | 752   | 731   | 696   |

График промене броја становника у току последњих година